# Wittenberg (thị trấn), Wisconsin
Wittenberg là một thị trấn thuộc quận Shawano, tiểu bang Wisconsin, Hoa Kỳ. Năm 2010, dân số của thị trấn này là 766 người.